# Inanidrilus leukodermatus
Inanidrilus leukodermatus is een ringworm uit de familie van de Naididae. De wetenschappelijke naam van de soort is voor het eerst geldig gepubliceerd in 1979 door Giere.